# Welgedefinieerdheid
In de wiskunde is welgedefinieerdheid de eigenschap van een wiskundige of logische definitie van een bepaald concept of object, zoals van een functie of een relatie, dat daarin op een geheel ondubbelzinnige wijze gebruik wordt gemaakt van een verzameling van axioma's.

## Welgedefinieerde definitie
Definities worden meestal ondubbelzinnig gesteld en het is in dat geval duidelijk dat ze voldoen aan de vereiste eigenschappen. Soms komt het echter beter uit om een definitie in termen van een arbitraire keuze te formuleren; men moet dan controleren of de definitie onafhankelijk is van deze arbitraire keuze. Bij andere gelegenheden hoeven de vereiste eigenschappen niet allen vanzelfsprekend te zijn, men dient deze eigenschappen dan te verifiëren. Deze kwesties ontstaan meestal in de definitie van functies.

## Welgedefinieerde notatie
Een notatie wordt welgedefinieerd genoemd als precies vastligt wat de uitkomst is. Dit speelt bijvoorbeeld bij de bewerkingsvolgorde van de verschillende basisbewerkingen bij rekenen, bij de volgorde waarin wordt vermenigvuldigd en gedeeld. Het is tegenwoordig gebruikelijk deze twee uit te voeren in de volgorde dat zij in een rekensom staan, terwijl het eerder de afspraak was eerst te vermenigvuldigen.
- {\displaystyle 3/2\times 6=9}, waarbij de volgorde wordt aangehouden of
- {\displaystyle 3/2\times 6=1/4}, wanneer eerst wordt vermenigvuldigd.